# Go Tight!
Go Tight! è il secondo singolo discografico di AKINO, prodotto e composto da Yōko Kanno. Il brano è stato utilizzato come seconda sigla di apertura dell'anime Aquarion. Go Tight! ha raggiunto la diciottesima posizione della classifica Oricon dei singoli più venduti in Giappone, ed è rimasto in classifica per otto settimane. Una versione di Go Tight! cantata da alcuni membri del cast di Aquarion è stata inclusa come lato B della riedizione del singolo Sousei no Aquarion pubblicato nel 2007.

## Tracce
1. Go Tight! – 4:44
2. Omna Magni (オムナ マグニ?, Omuna Maguni) – 1:38
  - Yui Makino
3. Esperança! (エスペランサ!?, Esuperansa!) – 2:32
  - Ole! Aquarion (オーレ！アクエリオン?, Ōre! Akuerion)
4. Go Tight! (Instrumental)" – 4:41